# Pseudopostega sectila
Pseudopostega sectila là một loài bướm đêm thuộc họ Opostegidae. Nó được miêu tả bởi Donald R. Davis và Jonas R. Stonis, 2007. Nó được tìm thấy ở Puerto Rico và Tortola in quần đảo Virgin thuộc Anh.
Chiều dài cánh trước là 3-3.7 mm. Con trưởng thành bay vào tháng 7.